# Byesville
Le village américain de Byesville est situé dans le comté de Guernsey, dans l’Ohio. Lors du recensement de 2010, il comptait 2 438 habitants.